# Arcueid Brunestud
Arcueid Brunestud (アルクェイド・ブリュンスタッド, Arukueido Buryunsutaddo) es una de las cinco heroínas principales del manga y anime Tsukihime, siendo la vampiro más fuerte de los "Verdaderos ancestros" (True Ancestor), que son los vampiros originales. Ella también tiene un papel importante en Kagetsu Tohya y en el modo historia de Melty Blood. Su voz es realizada por Hitomi Nabatame en el anime Tsukihime y por Ryōka Yuzuki en Melty Blood.

## Descripción
Inicialmente Arcueid parece no mostrar las características de los vampiros, como la necesidad de la sangre o el rechazo a la luz del sol, aunque posteriormente se descubre que ella está usando un 70% de su poder para controlar su necesidad de sangre y que la luz solar puede debilitarla (razón por la cual Shiki es capaz de descuartizarla). Ella, al igual que Shiki, también posee un "ojo místico" el cual le permite influenciar el pensamiento de los demás, y es uno de los dos vampiros capaces de usar el "Marble Phantasm", que le permite cambiar la realidad y recrear cualquier efecto posible, además de poder invocar "the Millennium Castle Brunestud", el hogar de los verdaderos ancestros.

## Historia

### Pasado
Arcueid Brunestud es la Princesa Blanca de los Verdaderos Ancestros. Título que se le da a los vampiros capaces de manifestar el Millennium Castle Brunestud, y sean relativos a la familia de vampiros reales. Los verdaderos ancestros eran una raza de seres relacionados con la luna, también conocida como Crimson Moon. Hace mucho tiempo, el planeta no tenía ningún mecanismo para mantener a la humanidad bajo control. Es por esto que Crimson Moon llegó y se ofreció para ayudar al planeta con una raza de seres capaces de dominarlos.
Sin embargo, un problema con estos seres era su deseo de beber más sangre. Los verdaderos ancestros necesitaban utilizar una gran parte de su poder para reprimir este impulso, pero como no había cura, con el paso del tiempo creció el impulso. Tras un tiempo, los verdaderos ancestros comenzaron a beber más y más sangre de forma indiscriminada, creándose así otra raza de vampiros llamados los "apóstoles muertos". Debido a esto, los verdaderos ancestros crearon a Arcueid y la perfeccionaron como un arma; un verdugo capaz de asesinar a los apóstoles muertos más poderosos. De acuerdo con Ciel, esto ocurrió en el siglo XII después de Cristo, cuando el número de verdaderos ancestros era muy alto. Arcueid fue capaz de cumplir con su deber, pero ella no era más que una herramienta. Se le enseñó nada más allá de lo que necesitaba saber para cazar a sus blancos, en la medida en que incluso ignoraba el hecho de que ella era igual al mismo tipo de criatura que se suponía debía destruir.
A medida que Arcueid, quien no tenía ningún impulso vampírico, y el resto de los verdaderos ancestros creían que no tenía ningún rival. No obstante, un sacerdote de la iglesia, Michael Roa Valdamjong, decidió convertirse en un apóstol muerto con el fin de ser inmortal para así continuar sus investigaciones. Arcueid, ignorante de su naturaleza como un vampiro y las consecuencias de beber sangre, fue engañada fácilmente por Roa. Una vez Arcuied bebió la sangre de Roa, entró en un estado de locura, acabando con la mayoría de los verdaderos ancestros hasta que pudo recuperar su cordura el tiempo suficiente como para encadenarse de sí misma a su e ir a dormir por milenios. Desde entonces, ella ha tenido que suprimir su urgencia de beber sangre como cualquier otro verdadero ancestro. Los ancestros restantes fueron asesinados por Roa o el resto de apóstoles muertos, desapareciendo por completo la raza.
Arcueid finalmente logró destruir el cuerpo de Roa. Sin embargo, no lo mató; ya que había logrado dominar la reencarnación, y constantemente reencarna en un nuevo cuerpo siempre que muere. Cada vez que destruían un cuerpo de Roa, Arcueid se iba a dormir, y despertaba sólo para matar a Roa en cada nueva reencarnación, pero nunca fue capaz de acabar completamente con él, por lo que siguió reencarnando durante siglos. Para cuando suceden los acontecimientos de Tsukihime, Roa había reencarnado 17 veces, con su última reencarnación siendo Shiki Tohno.

### Sucesos de Tsukihime
Shiki Tohno conoce a Arcueid en el inicio de las rutas de Arcueid y Ciel. Después de salir de la escuela temprano un día a causa de un ataque de anemia, ve a Arcueid en la calle y es consumido por un deseo irresistible de matarla debido a su sangre nanaya. Los Nanaya eran una familia de asesinos que se especializó en la caza de los no-humanos, y Arcueid al ser un vampiro despertó su sangre Nanaya. Él sigue a Arcueid hasta su departamento, donde la asesina descuartizandola en 17 pedazos usando una navaja y sus ojos místicos de la percepción de la muerte. Al recuperar la cordura se encuentra frente a su cadáver. Shiki se tambalea hacia el parque, donde se desmaya y es llevado de vuelta a la mansión por Kohaku, o es atendido por Ciel, dependiendo de la ruta que se escoja.
Al día siguiente, cuando se dirigía a la escuela, Shiki se encuentra a Arcueid. Preso del pánico, corre, sólo para ser perseguido hacia un callejón sin salida por Arcueid, quien lo enfrenta. Su conversación es interrumpida por una de las bestias Nrvnqsr Caos, un apóstol muerto. Arcueid entonces convence a Shiki para ayudarla a lidiar con el vampiro, debido a que todavía no se había curado completamente de los cortes que le había causado el día anterior. Ambos enfrentan a Nrvnqsr Caos, quien es asesinado por Shiki tras usar sus ojos místicos de la percepción de la muerte. Tras esto deciden volver a ser socios para matar a Roa.
A lo largo de su ruta, Shiki le muestra a  Arcueid diversas cosas que se desconoce, tales como películas. En varios puntos de la historia intenta morder a Shiki, aunque se las arregla para contenerse. Con el tiempo ella y Shiki se enamoran a pesar de su carácter un poco inestable y el hecho de ser un vampiro. Sin embargo, en un intento por acabar con Roa, Arcueid es aparentemente asesinada. Enfurecido, Shiki procede a destruir totalmente el punto débil de Roa, cortando de esa forma su capacidad de reencarnación, acabando con él para siempre.
En el verdadero final de Arcueid, Shiki espera en su salón de clases por ella a pesar de creer que está muerta. Sorprendentemente Arcueid llega, después de haber recuperado el poco poder de Roa le robó. Sin embargo, ella ya decide que debe dormir a partir de ese momento. A pesar de las súplicas de Shiki, e incluso de pedirle que bebiera de su sangre, Arcueid dice que no puede hacerlo y se despide con Shiki, quien observa la luna cuando sale de la escuela. Este final fue la base para el final utilizado en el anime, aunque algunos detalles se han cambiado. En el manga también se presenta este final pero con un desenlace diferente donde Shiki viaja hacia el castillo de Arcueid para reencontrarse con ella. En final bueno de Arcueid, ella pasa toda una semana suprimiendo sus impulsos vampíricos y se encuentra con Shiki en su camino a la escuela, donde ambos decide pasar el día juntos.

## Personalidad
Arcueid se muestra como una persona caprichosa que, a pesar de conocer los fundamentos de la era moderna, no parece saber acerca de las normas sociales. Una vez, ella aparece en la escuela de Shiki y lo saluda desde el patio trasero, afortunadamente Shiki se encontraba con Ciel. Su comportamiento es casi como el de una niña, debido a la naturaleza solitaria de su vida. A pesar de que tiene más de 800 años de edad, pasó la mayor parte de su vida dormida y no sabe casi nada sobre el mundo o la forma de interactuar con los demás. A medida que trabaja junto con Shiki para detener a Roa, poco a poco comienza a disfrutar de la vida y empieza a mirar a Shiki como algo más que un amigo.
Arcueid usa todo su poder para no beber la sangre de Shiki. Ella no quiere beber sangre, ya que no quiere convertirse en un monstruo que se alimenta de seres humanos para sobrevivir.
Arcueid parece disfrutar mucho cuando Shiki cocina el desayuno para ella. En Melty Blood, Shiki amenaza con dejar de hacer esto por ella si no se encuentra con él en el parque esa noche. Sion se pregunta si en tal amenaza de verdad podría convencer aa un verdadero ancestro, Shiki cuenta a su vez que se las arregló para conseguir que Arcueid se disculpara de inmediato con Akiha cuando él y ella discutían por la misma amenaza. Más tarde esa noche, Arcueid, de hecho, cumplió con Shiki y Sion en el parque. 
Al parecer, no puede soportar el ajo. En una escena en Kagetsu Tohya, Arcueid come fideos instantáneos cocinados por Shiki y en ellos había ajo, por lo que se enferma.
Arcueid aparece como Neco-Arc en las lecciones de Ciel-Sensei en Tsukihime, y al azar cambia a ese personaje en algunas escenas de la comedia en Kagetsu Tohya. Sin embargo, Neco-Arc aparece como un personaje totalmente independiente a Arcueid en Melty Blood.

## Otras apariciones

### Melty Blood
En Melty Blood, hay otra versión de Arcueid llamada Red Arcueid. Red Arcueid es una Arcueid hipotética que ha dejado fluir su sed de sangre y sucumbió por completo. Como tal, es intensamente sádica. Es de suponer que ella posee un poder varias veces más fuerte que Arcueid debido a que ella no se contiene. Sin embargo, ella sólo aparece en la serie Melty Blood y no es más que una ilusión hecha por Tatari. Su aspecto es radicalmente diferente de Arcueid, tiene grandes colmillos, una forma un tanto inhumana, garras largas y ojos rojos diferente de lo normales a los ojos dorados de Arcueid. 
También existe una tercera variación de Arcueid llamada Archetype:Earth, una versión princesa de sí misma de una realidad hipotética donde usa su máxima potencia y se encuentra en concordancia con Crimson Moon.

### Kagetsu Tohya
Arcueid aparece de distintas maneras a lo largo de Kagetsy Tohya. Primeramente cita a Shiki a su apartamento después de que este último sufre un accidente. Ella no suele salir de su apartamento tan seguidamente como sí lo hace en Tsukihime, pero ayuda al jugador de varias formas y explica sobre ciertos hechos del juego cada vez que se la visita. En la historia Luna Carmesí, Shiki observa al pasado de Arcueid como princesa de los verdaderos ancestros.

### Carnival Phantasm
Arcueid protagoniza varios capítulos del anime de comedia Carnival Phantasm, exagerándose su comportamiento caprichoso y sus contantes peleas con Ciel.